# Campeonato Mundial de Hóquei no Gelo de 1938
O Campeonato Mundial de Hóquei no Gelo de 1938 foi a 12ª edição do torneio, disputada entre os dias 11 e 20 de fevereiro de 1938 em Praga, Tchecoslováquia.
Marcou o trigésimo aniversário do IIHF, e uma celebração especial foi realizada com famosos jogadores de hóquei de toda a Europa. Também foi produzido um anuário para os vinte e dois países membros que documentavam qual país europeu tinha mais clubes de hóquei (Tchecoslováquia 361) e as pistas mais artificiais (Grã-Bretanha 21).
14 times participaram deste Campeonato Mundial. Eles foram divididos primeiramente em três grupos preliminares - dois de 5 times e um de 4 equipes. Os três melhores de cada grupo avançaram à Segunda Fase. Os nove times que avançaram à Segunda Fase foram divididos em três grupos de três times cada. Os três vencedores dos grupos e o melhor segundo colocado avançaram às semifinais.
O Canadá venceu o Campeonato Mundial pela 10ª vez e a Grã-Bretanha ficou em segundo e venceu seu quarto Campeonato Europeu(o terceiro seguido).

## Campeonato Mundial de Hóquei no Gelo (em Praga, Tchecoslováquia)

### Fase Preliminar

#### Grupo A
| 11 de fevereiro de 1938 | Praga | Suíça    | – | Hungria  |  | 1:0 (0:0,1:0,0:0)  |
| 11 de fevereiro de 1938 | Praga | Lituânia | – | Romênia  |  | 1:0 (0:0,0:0,1:0)  |
|                         |       |          |   |          |  |                    |
| 12 de fevereiro de 1938 | Praga | Suíça    | – | Romênia  |  | 8:1 (2:0,1:1,5:0)  |
| 12 de fevereiro de 1938 | Praga | Polônia  | – | Lituânia |  | 8:1 (4:0,3:0,1:1)  |
|                         |       |          |   |          |  |                    |
| 13 de fevereiro de 1938 | Praga | Polônia  | – | Romênia  |  | 3:0 (1:0,2:0,0:0)  |
| 13 de fevereiro de 1938 | Praga | Hungria  | – | Lituânia |  | 10:1 (2:0,4:0,4:1) |
|                         |       |          |   |          |  |                    |
| 14 de fevereiro de 1938 | Praga | Suíça    | – | Lituânia |  | 15:0 (9:0,2:0,4:0) |
| 14 de fevereiro de 1938 | Praga | Polônia  | – | Hungria  |  | 3:0 (1:0,1:0,1:0)  |
|                         |       |          |   |          |  |                    |
| 15 de fevereiro de 1938 | Praga | Hungria  | – | Romênia  |  | 3:1 (1:1,1:0,1:0)  |
| 15 de fevereiro de 1938 | Praga | Suíça    | – | Polônia  |  | 7:1 (3:0,1:0,3:1)  |

Classificação
| Pos. | Time     | J | Vitórias | Empates | Derrotas | Gols  | Saldo de gols | Pts. |
| ---- | -------- | - | -------- | ------- | -------- | ----- | ------------- | ---- |
| 1    | Suíça    | 4 | 4        | 0       | 0        | 31: 2 | +29           | 8:0  |
| 2    | Polônia  | 4 | 3        | 0       | 1        | 15: 8 | + 7           | 6:2  |
| 3    | Hungria  | 4 | 2        | 0       | 2        | 13: 6 | + 7           | 4:4  |
| 4    | Lituânia | 4 | 1        | 0       | 3        | 3:33  | -30           | 2:6  |
| 5    | Romênia  | 4 | 0        | 0       | 4        | 2:15  | -13           | 0:8  |

#### Grupo B
| 11 de fevereiro de 1938 | Praga | Letônia      | – | Noruega  |  | 3:1 ET(1:0,0:1,0:0,2:0)          |
| 11 de fevereiro de 1938 | Praga | Grã-Bretanha | – | Alemanha |  | 1:0 (0:0,1:0,0:0)                |
|                         |       |              |   |          |  |                                  |
| 12 de fevereiro de 1938 | Praga | EUA          | – | Letônia  |  | 1:0 (0:0,1:0,0:0)                |
| 12 de fevereiro de 1938 | Praga | Grã-Bretanha | – | Noruega  |  | 8:0 (2:0,1:0,5:0)                |
|                         |       |              |   |          |  |                                  |
| 13 de fevereiro de 1938 | Praga | EUA          | – | Noruega  |  | 7:1 (3:0,4:0,0:1)                |
| 13 de fevereiro de 1938 | Praga | Alemanha     | – | Letônia  |  | 1:0 (0:0,1:0,0:0)                |
|                         |       |              |   |          |  |                                  |
| 14 de fevereiro de 1938 | Praga | Grã-Bretanha | – | Letônia  |  | 5:1 (1:0,2:0,2:1)                |
| 14 de fevereiro de 1938 | Praga | EUA          | – | Alemanha |  | 1:0 (1:0,0:0,0:0)                |
|                         |       |              |   |          |  |                                  |
| 15 de fevereiro de 1938 | Praga | Alemanha     | – | Noruega  |  | 8:0 (2:0,1:0,5:0)                |
| 15 de fevereiro de 1938 | Praga | Grã-Bretanha | – | EUA      |  | 1:1 ET (0:0,0:0,1:1,0:0,0:0,0:0) |

Classificação
| Pos. | Time         | J | Vitórias | Empates | Derrotas | Gols  | Saldo de gols | Pts. |
| ---- | ------------ | - | -------- | ------- | -------- | ----- | ------------- | ---- |
| 1    | Grã-Bretanha | 4 | 3        | 1       | 0        | 15: 2 | +13           | 7:1  |
| 2    | EUA          | 4 | 3        | 1       | 0        | 10: 2 | + 8           | 7:1  |
| 3    | Alemanha     | 4 | 2        | 0       | 2        | 9: 2  | + 7           | 4:4  |
| 4    | Letônia      | 4 | 1        | 0       | 3        | 4: 8  | - 4           | 2:6  |
| 5    | Noruega      | 4 | 0        | 0       | 4        | 2:26  | -24           | 0:8  |

#### Grupo C
| 11 de fevereiro de 1938 | Praga | Canadá          | – | Suécia  |  | 3:2 (1:0,1:2,1:0)                |
| 11 de fevereiro de 1938 | Praga | Tchecoslováquia | – | Áustria |  | 1:0 (0:0,0:0,1:0)                |
|                         |       |                 |   |         |  |                                  |
| 13 de fevereiro de 1938 | Praga | Canadá          | – | Áustria |  | 3:0 (1:0,1:0,1:0)                |
| 13 de fevereiro de 1938 | Praga | Tchecoslováquia | – | Suécia  |  | 0:0 ET (0:0,0:0,0:0,0:0,0:0,0:0) |
|                         |       |                 |   |         |  |                                  |
| 15 de fevereiro de 1938 | Praga | Tchecoslováquia | – | Canadá  |  | 0:3 (0:2,0:0,0:1)                |
| 15 de fevereiro de 1938 | Praga | Suécia          | – | Áustria |  | 1:1 ET (0:1,1:0,0:0,0:0,0:0,0:0) |

Classificação
| Pos. | Time            | J | Vitórias | Empates | Derrotas | Gols | Saldo de gols | Pts. |
| ---- | --------------- | - | -------- | ------- | -------- | ---- | ------------- | ---- |
| 1    | Canadá          | 3 | 3        | 0       | 0        | 9:2  | +7            | 6:0  |
| 2    | Tchecoslováquia | 3 | 1        | 1       | 1        | 1:3  | -2            | 3:3  |
| 3    | Suécia          | 3 | 0        | 2       | 1        | 3:4  | -1            | 2:4  |
| 4    | Áustria         | 3 | 0        | 1       | 2        | 1:5  | -4            | 1:5  |

### Segunda Fase

#### Grupo A
| 16 de fevereiro de 1938 | Praga | Tchecoslováquia | – | EUA   |  | 2:0 (0:0,1:0,1:0)         |
|                         |       |                 |   |       |  |                           |
| 17 de fevereiro de 1938 | Praga | Suíça           | – | EUA   |  | 1:0 (0:0,0:0,1:0)         |
|                         |       |                 |   |       |  |                           |
| 18 de fevereiro de 1938 | Praga | Tchecoslováquia | – | Suíça |  | 3:2 ET. (0:1,1:0,0:0,2:1) |

Classificação
| Pos. | Time            | J | Vitórias | Empates | Derrotas | Gols | Saldo de gols | Pts. |
| ---- | --------------- | - | -------- | ------- | -------- | ---- | ------------- | ---- |
| 1    | Tchecoslováquia | 2 | 2        | 0       | 0        | 5:2  | +3            | 4:0  |
| 2    | Suíça +         | 2 | 1        | 0       | 1        | 3:3  | 0             | 2:2  |
| 3    | EUA             | 2 | 0        | 0       | 2        | 0:3  | -3            | 0:4  |

#### Grupo B
| 16 de fevereiro de 1938 | Praga | Grã-Bretanha | – | Suécia  |  | 3:2 (0:0,1:1,2:1) |
|                         |       |              |   |         |  |                   |
| 17 de fevereiro de 1938 | Praga | Suécia       | – | Polônia |  | 1:0 (0:0,0:0,1:0) |
|                         |       |              |   |         |  |                   |
| 18 de fevereiro de 1938 | Praga | Grã-Bretanha | – | Polônia |  | 7:1 (3:1,4:0,0:0) |

Classificação
| Pos. | Time         | J | Vitórias | Empates | Derrotas | Gols  | Saldo de gols | Pts. |
| ---- | ------------ | - | -------- | ------- | -------- | ----- | ------------- | ---- |
| 1    | Grã-Bretanha | 2 | 2        | 0       | 0        | 10: 3 | +7            | 4:0  |
| 2    | Suécia +     | 2 | 1        | 0       | 1        | 3: 3  | 0             | 2:2  |
| 3    | Polônia      | 2 | 0        | 0       | 2        | 1: 8  | -7            | 0:4  |

#### Grupo C
| 16 de fevereiro de 1938 | Praga | Canadá   | – | Alemanha |  | 3:2 ET. (1:1,0:1,1:0,1:0)         |
|                         |       |          |   |          |  |                                   |
| 17 de fevereiro de 1938 | Praga | Alemanha | – | Hungria  |  | 1:0 (0:0,1:0,0:0)                 |
|                         |       |          |   |          |  |                                   |
| 18 de fevereiro de 1938 | Praga | Canadá   | – | Hungria  |  | 1:1 ET. (1:1,0:0,0:0,0:0,0:0,0:0) |

Classificação
| Pos. | Time       | J | Vitórias | Empates | Derrotas | Gols | Saldo de gols | Pts. |
| ---- | ---------- | - | -------- | ------- | -------- | ---- | ------------- | ---- |
| 1    | Canadá     | 2 | 1        | 1       | 0        | 4:3  | +1            | 3:1  |
| 2    | Alemanha + | 2 | 1        | 0       | 1        | 3:3  | 0             | 2:2  |
| 3    | Hungria    | 2 | 0        | 1       | 1        | 1:2  | -1            | 1:3  |

+ Alemanha, Suíça e Suécia terminaram com desempenhos semelhantes. O Comitê Organizador deu a vaga às semifinais à Alemanha por ela ter enfrentado o Canadá

### 5º e 6º lugar
| 19 de fevereiro de 1938 | Praga | Suécia | – | Suíça |  | 2:0 (1:0,0:0,1:0) |

### Fase Final
| Semifinals              |       |                 |   |              |  |                   |
| 19 de fevereiro de 1938 | Praga | Canadá          | – | Alemanha     |  | 1:0 (0:0,0:0,1:0) |
| 19 de fevereiro de 1938 | Praga | Tchecoslováquia | – | Grã-Bretanha |  | 0:1 (0:0,0:0,0:1) |
|                         |       |                 |   |              |  |                   |
| Disputa do 3º lugar     |       |                 |   |              |  |                   |
| 20 de fevereiro de 1938 | Praga | Tchecoslováquia | – | Alemanha     |  | 3:0 (1:0,2:0,0:0) |
|                         |       |                 |   |              |  |                   |
| Final                   |       |                 |   |              |  |                   |
| 20 de fevereiro de 1938 | Praga | Canadá          | – | Grã-Bretanha |  | 3:1 (3:1,0:0,0:0) |

### Classificação Final - Campeonato Mundial
| Posição | Time            |
| ------- | --------------- |
| 1       | Canadá          |
| 2       | Reino Unido     |
| 3       | Tchecoslováquia |
| 4       | Alemanha        |
| 5       | Suécia          |
| 6       | Suíça           |
| 7       | Hungria         |
| 8       | Estados Unidos  |
| 9       | Polônia         |
| 10      | Áustria         |
| 11      | Letônia         |
| 12      | Lituânia        |
| 13      | Romênia         |
| 14      | Noruega         |

Campeão Mundial de 1938

 Canadá

#### Membros do Time
| Pos. | Time | Jogadores |
| ---- | ---- | --- |
| 1    | CAN  | Pat McReavy, Roy Heximer, Mel Albright, Johnny Godfrey, Glen Sutherland, Gordie Bruce, Jimmy Russell, Buster Portland, Jack Marshall, John Coulter, Percy Allen, Reg Chipman, Archie Burn; Treinador: Max Silverman |

### Classificação Final - Campeonato Europeu
| Posição | Time            |
| ------- | --------------- |
| 1       | Grã-Bretanha    |
| 2       | Tchecoslováquia |
| 3       | Alemanha        |
| 4       | Suécia          |
| 5       | Suíça           |
| 6       | Hungria         |
| 7       | Polônia         |
| 8       | Áustria         |
| 9       | Letônia         |
| 10      | Lituânia        |
| 11      | Romênia         |
| 12      | Noruega         |

Campeões Europeus de 1938

 Grã-Bretanha